# Ющенко Олександр Іванович
Олекса́ндр Іва́нович Ю́щенко (2 грудня 1869, хутір Водотеча поблизу Глухова Чернігівської губернії, нині Сумської області — 13 червня 1936, Харків) — український психіатр.
Дійсний член АН УРСР (з 1934).

## Життєпис
Закінчив Харківський університет (1893), працював психіатром у Харкові, Варшаві, Петербурзі й Вінниці (1893—1911), доцентом Тартуського, професором Ростовського університету (1920—1929), науковим співробітником Українського Інституту вдосконалення лікарів й Української психоневрологічної академії у Харкові (1932—1936). Автор понад 120 праць з питань неврозу, прогресивного паралічу у дітей, біохімічних змін при психічних захворюваннях, конституції людини, ураження ендокринної системи тощо. Один з засновників біохімічного напряму в психіатрії. Член Британської психоневрологічної асоціації.
Його ім'ям названо Вінницьку психіатричну лікарню (1934).

## Родина
Був одружений зі Стефанією Степанівною Ющенко, родом з Поділля. Подружжя мало кількох дітей. Син Михайло помер на фронті під час Першої Світової війни. Стефанія Степанівна сильно переживала втрату і покінчила з собою, кинувшись під потяг. Перед загибеллю вона сама вибрала наступну дружину для чоловіка, про що повідомила його у листі. Згодом Олександр Ющенко і дійсно одружився з тією жінкою.

## Праці
- «Сущность душевных болезней и биохимические исследования их» (1912),
- «Вопросы классификации, профилактики и лечения так называемых травматических неврозов» (1935).